# Katedra św. Piotra w Đakovie
Katedra św. Piotra w Đakovie (chor. Katedrala Svetog Petra) – główna świątynia archidiecezji Đakovo-Osijek w Chorwacji. Zaprojektowana została przez wiedeńskich architektów Karla Roesnera i Fridricha von Schmidta. Poświęcona w 1882 roku, po 16 latach budowy. Stanowi harmonijne połączenie stylu neoromańskiego i neogotyckiego. Zbudowano ją z siedmiu milionów czerwonych cegieł. Ma dwie wysokie dzwonnice, ogromną kopułę, 7 ołtarzy, 43 malowidła ścienne. W krypcie katedry został pochowany ksiądz Josip Juraj Strossmayer, biskup w latach 1849–1905. Katedra mieści się przy ulicy św. Piotra.